# Папанцин
Папанцин (ок. 1509 — ок. 1525 гг.) — принцесса Тескоко, внучка Незауальпилли и невестка Моктесумы II, политика которого заключалась в том, чтобы женить своих братьев и родственников по мужской линии на дочерях (потенциально) соперничающих королей и таким образом обезопасить свое царство.
В 1509 году Папанцин тяжело заболела и впала в кому. Считая её мертвой, жители Тескоко положили её в гробницу (в отличие от ацтеков, которые сжигали своих мертвецов), но почти сразу же скорбящие услышали её крик, просящий освобождения. Она рассказала о видении, в котором светящееся существо со «скрещенными палочками» на лбу привело её к берегу Атлантического океана, где она увидела несколько больших «плавучих домов» (кораблей), приближающихся с горизонта, с черными крестами на «крыльях» (парусах), такими же, как на лбу её проводника. Принцессе сообщили, что люди на кораблях пришли из далекой страны, покорят ацтеков и принесут знание о Едином Истинном Боге. Когда она рассказала об этом видении Моктесуме, он прочел в нём гибель своей империи и отказался когда-либо снова говорить с ней.
Десять лет спустя испанцы завоевали Мексику, и Папанцин стала одной из первых туземцев, принявших христианство. Она была крещена в 1525 году, когда первые францисканские монахи евангелизировали Тескоко.